# زابووچیه کانگگووسکیه
زابووچیه کانگگووسکیه (به لهستانی:  Zabłocie Kanigowskie) یک روستا در لهستان است که در گمینا یانوویتس کوشچیلنه واقع شده‌است. زابووچیه کانگگووسکیه ۴۰ نفر جمعیت دارد.